# يو إس إس رينجر (سي في-4)
يو أس أس رينجر (سي في-4)، هي أول حاملة طائرات تابعة للبحرية الأمريكية.

## وصفها
كانت رينجر سفينة صغيرة نسبيا، أقرب من حيث الحجم والإزاحة إلى لانجلي، حاملة طائرات أمريكية. لم تصمم هذه السفينة تصميم السطح الواسع (السوبر ستركتشر) مما أعطاها شكلا قريبا من حاملات الطائرات الحالية.

## استخدامها
يو أس أس رينجر بطئية للغاية بحيث لايمكن استخدامها مع قوات الأسطول الأمريكي في المحيط الهادئ ضد اليابان،ولهذا قضت السفينة معظم الحرب العالمية الثانية في المحيط الاطلسي حيث كانت معارضة الأسطول الألماني أضعف. في أكتوبر 1943 قاتلت في «عملية الزعيم».

## وصلات خارجية
- التصميم العام ليو إس إس رنجر